# Australopericoma caudata
Australopericoma caudata és una espècie d'insecte dípter pertanyent a la família dels psicòdids.

## Descripció
- El mascle fa entre 0,63-0,69 mm de llargària a les antenes (0,63 en el cas de la femella), mentre que les ales li mesuren 1,48-1,65 de longitud (1,68-1,73 la femella) i 0,53-0,58 d'amplada (0,58-0,63 la femella).[5]

## Distribució geogràfica
Es troba a Nord-amèrica (Arizona, Texas i Florida) i l'illa de Jamaica.